# Grippina californica
Grippina californica is een tweekleppigensoort uit de familie van de Spheniopsidae. De wetenschappelijke naam van de soort is voor het eerst geldig gepubliceerd in 1912 door Dall.